# اوکتا
اوکتا (انگلیسی: Okta) شرکت نرم‌افزار آمریکایی است، که در سال ۲۰۰۹ تأسیس شد.